# A rettenthetetlen
A rettenthetetlen (Braveheart) egy 1995-ben készült amerikai történelmi dráma, mely a William Wallace vezette skót szabadságharcot dolgozza fel. A film rendezője és főszereplője  Mel Gibson.
A 68. Oscar-gálán a legjobb alkotásnak bizonyult, összesen 5 Oscar-díjat nyert el.

## Cselekmény
A rettenthetetlen jelző William Wallace-t, a XIII. századi skót felkelőt illeti, aki a skót történelemnek valóban az egyik hősi alakja. Sir William Wallace lovag többéves távollét után visszatér szülőföldjére, Skóciába. Kaotikus állapotok uralkodnak: a skót király trónörökös nélkül halt meg, ezért angol riválisa, a kegyetlen és hitetlen I. Edward elfoglalta trónját. A lovagnak hosszú rábeszélés és példamutatás után sikerül ütőképes hadsereggé kovácsolnia elfásult népét. A szépséges Izabella hercegnőt a király saját előnyére próbálja felhasználni Wallace ellen, ám kettejük között szerelem szövődik. A lovagra egyre több veszély kezd leselkedni, a politika és az ármány egyre sötétebb hálóiba kerül, míg végül árulás áldozata lesz.

## Szereplők
| Szereplő               | Színész             | Magyar hang         |
| ---------------------- | ------------------- | ------------------- |
| William Wallace        | Mel Gibson          | Dörner György       |
| Izabella hercegné      | Sophie Marceau      | Kökényessy Ági      |
| Nyakigláb Eduárd       | Patrick McGoohan    | Velenczey István    |
| Murron                 | Catherine McCormack | Igó Éva             |
| Róbert, a Bruce        | Angus Macfadyen     | Selmeczi Roland     |
| Hamish                 | Brendan Gleeson     | Csankó Zoltán       |
| Campbell               | James Cosmo         | Szélyes Imre        |
| Stephen                | David O’Hara        | Kálloy Molnár Péter |
| Morrison               | Tommy Flanagan      | Barabás Kiss Zoltán |
| MacClannough           | Sean McGinley       | Dengyel Iván        |
| Argyle Wallace         | Brian Cox           | Bitskey Tibor       |
| Robert apja, a leprás  | Ian Bannen          | Rajhona Ádám        |
| Craig                  | John Kavanagh       | Mihályi Győző       |
| Mornay                 | Alun Armstrong      | Papp János          |
| Lochlan                | John Murtagh        | Áron László         |
| Edward herceg          | Peter Hanly         | Weil Róbert         |
| Phillip                | Stephen Billington  | Csonka András       |
| Király tanácsadója     | Barry McGovern      | Várkonyi András     |
| Balliol                | Bernard Horsfall    | Szokolay Ottó       |
| Malcolm Wallace        | Sean Lawlor         | Bognár Zsolt        |
| John Wallace           | Sandy Nelson        | ?                   |
| Fiatal William Wallace | James Robinson      | Szvetlov Balázs     |
| Fiatal Hamish          | Andrew Weir         | ?                   |
| Fiatal Murron          | Mhairi Calvey       | ?                   |
| Mrs. MacClannough      | Gerda Stevenson     | ?                   |
| Mrs. Morrison          | Julie Austin        | ?                   |
| Lord Bottoms           | Rupert Vansittart   | Uri István          |
| Smythe                 | Michael Byrne       | Rudas István        |
| Elöljáró               | Malcolm Tierney     | Dobránszky Zoltán   |
| Lord Talmadge          | Martin Murphy       | ?                   |
| Cheltham               | Gerard McSorley     | Balázsi Gyula       |
| York kormányzója       | Richard Leaf        | Garai Róbert        |
| Angol tábornok         | Niall O’Brien       | Orosz István        |
| Királyi bíró           | David Gant          | Gruber Hugó         |
| Angol parancsnok       | Paul Tucker         | Orosz István        |
| Fiatal katona          | David McKay         | Janovics Sándor     |
| Veterán                | Peter Mullan        | Varga Tamás         |
| MacGregor              | Tam White           | Albert Péter        |
| Nicolette              | Jeanne Marine       | ?                   |
| Faudron                | Jimmy Chisholm      | ?                   |

## Díjak és jelölések
Oscar-díj (1996)
- díj: legjobb film – Mel Gibson
- díj: legjobb rendező – Mel Gibson
- díj: legjobb operatőr – John Toll
- díj: legjobb smink és maszk – Lois Burwell
- díj: legjobb hangvágás
- jelölés: legjobb eredeti forgatókönyv – Randall Wallace
- jelölés: legjobb jelmeztervezés – Charles Knode
- jelölés: legjobb vágás – Steven Rosenblum
- jelölés: legjobb filmzene – James Horner
- jelölés: legjobb hangkeverés

Golden Globe-díj (1996)
- díj: Legjobb rendező – Mel Gibson
- jelölés: Legjobb filmzene – James Horner
- jelölés: Legjobb film – drámai kategória
- jelölés: Legjobb forgatókönyv – Randall Wallace

BAFTA-díj (1996)
- díj: legjobb operatőr – John Toll
- díj: legjobb jelmeztervezés – Charles Knode
- díj: legjobb hang
- jelölés: Legjobb rendező – Mel Gibson
- jelölés: Legjobb látványtervezés – Thomas E. Sanders
- jelölés: Legjobb smink és maszk
- jelölés: Legjobb filmzene – James Horner